# Thioscelis directrix
Thioscelis directrix är en fjärilsart som beskrevs av Edward Meyrick 1909. Thioscelis directrix ingår i släktet Thioscelis och familjen plattmalar. Inga underarter finns listade i Catalogue of Life.